# ميرلي إيفرز ويليامز
ميريلي لويز إيفرز ويليامز (بالإنجليزية: Myrlie Evers-Williams)‏ (بيسلي قبل الزواج، مواليد 17 مارس 1933) هي ناشطة حقوق مدنية أمريكية وصحفية عملت لأكثر من ثلاثة عقود من أجل تحقيق العدالة في مقتل زوجها مدغار إيفرز في عام 1963، وهو ناشط آخر في مجال الحقوق المدنية. عملت أيضًا رئيسًا للجمعية الوطنية للنهوض بالملونين، ونشرت العديد من الكتب حول مواضيع تتعلق بالحقوق المدنية وتراث زوجها. في الواحد والعشرين من يناير2013، القت كلمة احتجاج في حفل تنصيب باراك أوباما الثاني.

## نشأتها
وُلدت إيفرز ويليامز باسم ميرلي لويز بيسلي في السابع عشر من مارس 1933 في منزل والدتها الذي يقع في فيكسبيرغ بولاية مسيسيبي. والداها هما جيمس فان دايك بيسلي، عامل توصيل، وميلدرد واشنطن بيسلي، التي كانت تبلغ من العمر 16 عامًا. انفصل والدا ميرلي وهي تبلغ من العمر عامًا فقط، وغادرت والدتها فيكسبيرغ ولكنها ارتأت أن ميرلي أصغر من أن تسافر معها. نشأت ميرلي مع جدتها والدة أبيها، آني ماكين بيسلي، وعمتها، ميرلي بيسلي بولك، وذلك نظرًا لانشغال جدتها والدة أمها بالعمل طوال اليوم، وعدم امتلاكها وقتًا كافيًا لرعاية طفل. كانت جدتها وعمتها من معلمات المدارس المحترمات وألهمتاها أن تحذو حذوهما. التحقت ميرلي بمدرسة ماغنوليا، وأخذت دروسًا في البيانو، وأدّت الأغاني وعزفت مقطوعات بيانو وألقت الشعر في المدرسة والكنيسة والنوادي المحلية.
تخرجت ميرلي من مدرسة ماغنوليا الثانوية (مدرسة بومان الثانوية) في عام 1950. خلال أعوام التحاقها بالمدرسة الثانوية، كانت عضوًا في فرقة شانسونيت، وهي مجموعة غنائية لفتيات من كنيسة ماونت هيرودن المعمدانية في فيكسبيرغ. في عام 1950، التحقت ميرلي بكلية ألكرون، وهي واحدة من قلائل الكليات التي قبلت الطلاب الأمريكيين الأفارقة، للحصول على تعليم أساسي بغية التخصص في الموسيقى. كانت ميرلي عضوًا في نادي أخوية دلتا سيغما ثيتا. في أول يوم دراسي لها، التقت ميرلي بمدغار إيفرز الذي يكبرها بثمانية أعوام ووقعت في حبه، وهو محارب قديم شارك في الحرب العالمية الثانية. غّير لقاؤها به من خططها الجامعية، وتزوج الزوجان لاحقًا عشية عيد الميلاد في عام 1951. انتقل الزوجان بعد ذلك إلى ماوند بايو، وأنجبا ثلاثة أطفال، داريل كينيات ورينا دينيس وجيمس فان دايك. في ماوند بايو، عملت ميرلي سكرتيرًا في شركة ماغنوليا للتأمين على الحياة المشتركة.

## حياتها مع مدغار
عملت ميرلي مع مدغار إيفرز عندما أصبح السكرتير الميداني للجمعية الوطنية للنهوض بالملونين في مسيسيبي عام 1954. أصبحت ميرلي سكرتيرًا لزوجها ونظمّا معًا حملات تسجيل الناخبين ومظاهرات الحقوق المدنية. ساعدته في جهوده الرامية لإنهاء ممارسة التفرقة العنصرية في المدارس وغيرها من المرافق العامة، وأثناء حملته من أجل حقوق التصويت، حُرم العديد من الأمريكيين الأفارقة من هذا الحق في الجنوب. لأكثر من عقد من الزمان، ناضلت عائلة إيفرز من أجل حقوق التصويت، والمساواة في الوصول إلى أماكن الإقامة العامة، وإلغاء التفرقة العنصرية في جامعة مسيسيبي، والمساواة في الحقوق عمومًا بين سكان المسيسيبي أفريقيو الأصل. أصبحت عائلة إيفرز هدفًا أساسيًا للعنف والإرهاب الذي مارسه مناصرو التفرقة العنصرية نظرًا لكونهم قادة بارزين في مجال الحقوق المدنية في مسيسيبي. في عام 1962، تعرض منزلهم في جاكسون بولاية مسيسيبي للتفجير ردًا على المقاطعة المنظمة للتجار البيض في مركز مدينة جاكسون. تعرضت عائلة إيفرز للتهديد، واستهدفتها جماعة كو كلوكس كلان.